# Херинг, Элизабет
Эли́забет Хе́ринг (нем. Elisabeth Hering, урождённая Лейхт, в первом замужестве Акнер; 17 января 1909, Клаузенбург, Австро-Венгрия — 15 июля 1999, Лейпциг, Германия) — восточногерманская писательница, в основном работавшая в жанрах исторического романа и детской литературы. В 1956 году удостоена премии Министерства культуры ГДР за лучшее произведение для детей и юношества.
Происходила из культурной семьи трансильванских немцев, в первом браке была женой пастора, от которого имела пятерых детей. С 1944 года проживала на территории Восточной Германии, преимущественно в Лейпциге. В 1951 году опубликовала первые произведения в жанре исторического романа, в котором создала одиннадцать книг, посвящённых Древнему Египту, Корее, мусульманским странам, Германии и Австрии XVII—XX веков. Опубликовала также две детские книги, научно-популярный труд по истории ближневосточных письменностей, пересказы и адаптации немецких и румынских сказок, восточных эпосов и скандинавских саг. Произведения переведены на шесть языков, включая русский, итальянский, венгерский. После 2011 года лейпцигское издательство «Buchfunk Verlag» осуществило переиздание произведений Э. Херинг в электронном виде и в формате аудиокниг.

## Биография

### Годы становления

Сёстры Лейхт в 1933 году. Элизабет в центре, слева Герда, справа Ирмгард

Элизабет Лейхт появилась на свет в Клаузенбурге Австро-Венгерской империи в воскресенье, 17 января 1909 года. Она принадлежала к немецкому меньшинству в Трансильвании, и стала первым ребёнком в семье адвоката Ганса Лейхта и его жены — 21-летней Элизы Бакон. Трансильванские саксы в городской среде считались «патрициями», обыкновенно занимаясь свободными профессиями, и принадлежали к лютеранской церкви. Дед по матери — Йозеф Бакон — являлся городским врачом в Шессбурге, имея также частную практику. Й. Бакон наиболее известен своими историческими штудиями: он коллекционировал предметы трансильванской народной культуры и искусства, увлекался ландшафтным садоводством, а затем открыл городской краеведческий музей, расположенный в Старой башне. Он также возглавил городскую ложу Ордена тамплиеров. Свою дочь Йозеф однажды брал с собой в путешествие по Балканам и Италии; к зятю он относился с прохладцей. Так как родители Элизабет плохо зарабатывали, её детство прошло в доме деда. Служанками были нанятые мадьярки, что стимулировало интерес к языкам; в средних классах школы обязательным стало изучение румынского языка: румынские войска вошли в Трансильванию в 1918 году. Сестра Элизабет — Ирмгард (1913 года рождения) — вспоминала, что получение хороших оценок по этому языку считалось в среде «саксов» чем-то постыдным.
Дедушка Йозеф распознал в Элизабет интеллектуальные наклонности и взялся их развивать. В детстве она заболела дифтерией и сразу же получила экспериментальную вакцину, купленную доктором Баконом на медицинском конгрессе в Йене. С 12-летнего возраста Элизабет доверяли самостоятельно проводить экскурсии по краеведческому музею; примерно с этого же возраста она стала писать стихи, подражая своему отцу. Тогда же она полюбила читать вслух (сначала для родственников её возраста) и сохранила это пристрастие до самых преклонных лет. В 1923 году в Румынии было запрещено совместное обучение и Элизабет, проучившись девять лет, вынужденно покинула единственную в Сигишоаре гимназию. Уровень преподавания там был высок, например, учителем математики и физики являлся Герман Оберт. Немецкая женская гимназия существовала в Сибиу, но у семьи не было средств отправить туда дочь. Несмотря на рождение третьей дочери Герды в 1919 году, Ганс Лейхт (одноклассник Белы Куна и комиссар по делам национальных меньшинств в Венгерской советской республике) потребовал развода.

### Первое замужество
Э. Херинг об истории своего первого брака предельно кратко писала в автобиографии, выпущенной на склоне лет, сведя её к факту, что 18-летней она вышла замуж за пастора Ганса Акнера, который был вдвое старше неё и склонен к злоупотреблению спиртным. Ганс потом вспоминал, что именно «Лизхен» вручила ему после церковной службы письмо с предложением стать её мужем. Доктор Бакон сравнительно легко дал согласие: обручение прошло в день его 70-летия. Элизабет отправили к тётке в Хальчиу, чтобы она научилась готовить и вести дом. По предположению Улы Шефер, родня, вероятно, хотела уберечь слишком молодую девушку от необдуманных поступков. Венчание прошло 23 июня 1927 года; по настоянию Йозефа Бакона во время свадебного обеда спиртного не подавали. Дети и внуки Элизабет и Ганса предполагали, что основной причиной скоропалительного замужества являлось желание сдать экзамены на аттестат зрелости. Брак начался неудачно: медовый месяц молодые провели в Сибиу, где часто ссорились. Первая беременность Элизабет проходила тяжело, у неё началось воспаление почек, два или три месяца она провела с высокой температурой. Родившийся семимесячным сын был крещён своим отцом и прожил всего две недели.
В 1929 году пастор Акнер был отправлен на повышение квалификации в Лейпциг перед занятием собственного прихода. Элизабет сопровождала его до Будапешта, где увиделась с отцом и его новой женой. В Лейпциге Элизабет деятельно взялась за самообразование, улучшились и отношения с Гансом, которые она охарактеризовала как «истинный медовый месяц». Далее она на три месяца отправилась в Базель, чтобы научиться обращаться с новорождёнными; она жила там под присмотром наставника её мужа — пастора Ансбаха. В сентябре супруги встретились в Бреслау и отправились в приход Маркерсбаха. Вторая беременность вновь сопровождалась осложнением на почках, и Элизабет уехала к тётке в Дрезден на лечение. В 1930 году благодаря хлопотам Элизабет Ганс получил приход в Сибиу — на своей малой родине, где 26 мая родился их сын Рихард. Следующие годы их брака были сложными: Ганс срывался, бил жену, а затем раскаивался, однажды Элизабет ушла от него (когда они поехали в Варну на отдых), но затем из чувства долга вернулась. В 1933 году родилась их дочь Лизхен. В 1934 году супруги ездили в Германию на выставку немецких промыслов, где Элизабет активно пропагандировала народное искусство Трансильвании, водила экскурсантов и читала лекции. В 1936 году фрау Акнер самостоятельно возила выставку трансильванских костюмов в Гамбург. Супруги заработали на собственный дом в Хаммерсдорфе — пригороде Сибиу, где родились сыновья Герман (24 ноября 1939) и Фриц (17 декабря 1941). Отношения Ганса и Элизабет окончательно расстроились, до того, что пастор заводил романы с замужними дамами или коллегами-учительницами из школы, особенно не таясь от жены. Её собственных свидетельств этих лет не сохранилось.

### Вторая мировая война. Развод
С 1940 года немецкие земли Трансильвании сделались частью Германского рейха. Элизабет явно желала интеллектуального самовыражения, стала писать в газеты и вошла в ассоциацию трансильванских немцев, основанную другом семьи — школьным учителем Вильгельмом Шунном (1888—1965). Ганс оказался под началом епископа Вильгельма Штеделя, который в 1942 году основал в Румынии отделение «Института исследования еврейского влияния на немецкую церковную жизнь». 15 марта 1942 года в газете «Südostdeutsche Tageszeitung» вышло открытое письмо «Исповедание немецких пасторов», в котором «деиудаизация служения и жизни» церкви была названа «насущной и сознательной задачей». Среди подписей к нему значится имя Ганса Акнера. Далее его направили на территорию СССР в миссию по окормлению советских немцев, переселяемых на территории, захваченные вермахтом. В ноябре 1942 года пастор Акнер отправился в Приднестровье и Одессу, где пробыл до мая 1943 года. В июле евангелическую миссию перебросили в «Генерал-губернаторство», Элизабет с детьми в конце сентября отправилась в Черновицы, и 1 октября прибыла в Лемберг. В пути её сопровождал Вильгельм Шунн: начальство сочло, что опыт общинной самоорганизации трансильванских немцев окажется полезным на новых территориях. Ганс почти всегда отсутствовал: его участок включал 28 сёл и деревень, на последовательный объезд которых требовалось около месяца. Семью он в конце концов разместил в Стрые, где освободилось много домов после ликвидации гетто.13-летнего Рихарда отправили к бабушке в Сигишоару, из-за чего сильно возросли расходы, а денежные переводы поступали в Румынию с большим опозданием. Ганс получил в Стрые временное место пастора; 18 августа 1944 года он успел забрать из Румынии Рихарда (за пять дней до присоединения страны к антигитлеровской коалиции), ибо стало ясно, что в Трансильванию они не вернутся. С 1 сентября 1944 года постановлением Министерства культуры Румынии Г. Акнер был уволен со службы из-за «враждебного отношения к румынскому государству». Когда Элизабет в шестой раз забеременела, муж отправил её в Тюрингию, в Рит близ Эрфурта. Здесь 8 декабря родилась младшая дочь Вильгельмина, которую в семье называли «Вильми». Эта территория впоследствии вошла в состав ГДР.
К весне 1945 года положение семьи Акнеров было нелёгким из-за полной потери имущества при эвакуации, вдобавок, ничего не было известно о Рихарде, призванном в Фольксштурм. Окончание войны показало, что Гансу и Элизабет более незачем оставаться вместе: в дневнике пастора Акнера от 16 августа записано, как жена решительно заявила, что они расстанутся, «когда всё вернётся на круги своя». Зиму 1945—1946 годов семейство пережило в деревенском доме пастора, в котором все ютились в одной отапливаемой комнате. Элизабет болела, вызывая тревожные записи в дневнике её мужа, сильно зависимом от неё в бытовом плане. Летом семейство выживало только за счёт работы в поле, саду и огороде, вынужденное питаться «подножным кормом», не имея средств на покупку новых вещей или продовольствия. В августе в дневнике Ганса зафиксировано, что 14 дней подряд они ели исключительно овощи и супы на воде без жиров или хотя бы муки. Старшая дочь Элизабет устроилась в Альтенбурге в приюте Магдалины для девочек, где она должна была посещать среднюю школу. Последняя запись в дневнике пастора датирована 22 июня 1947 года. В 1949 году он получил новый приход близ Альтенбурга. Судебным постановлением от 26 ноября 1951 года брак между Гансом и Элизабет Акнерами был расторгнут. К 1950 году относился тяжелейший конфликт между отцом и старшим сыном Рихардом, который бросил школу в выпускном 12-м классе, вступил в ряды СЕПГ, и работал в советско-германском совместном предприятии «Висмут», в котором возглавил партячейку. Ганс выгнал его из дома и они не разговаривали более десятилетия. Младшие сыновья должны были остаться с отцом, однако его новый брак со вдовой с двумя детьми оказался в высшей степени неудачным, поэтому довольно скоро Элизабет забрала Германа и Фрица к себе. Ганс Акнер скончался 30 января 1967 года в Мюльхаузене.

### Новое призвание. Второе замужество

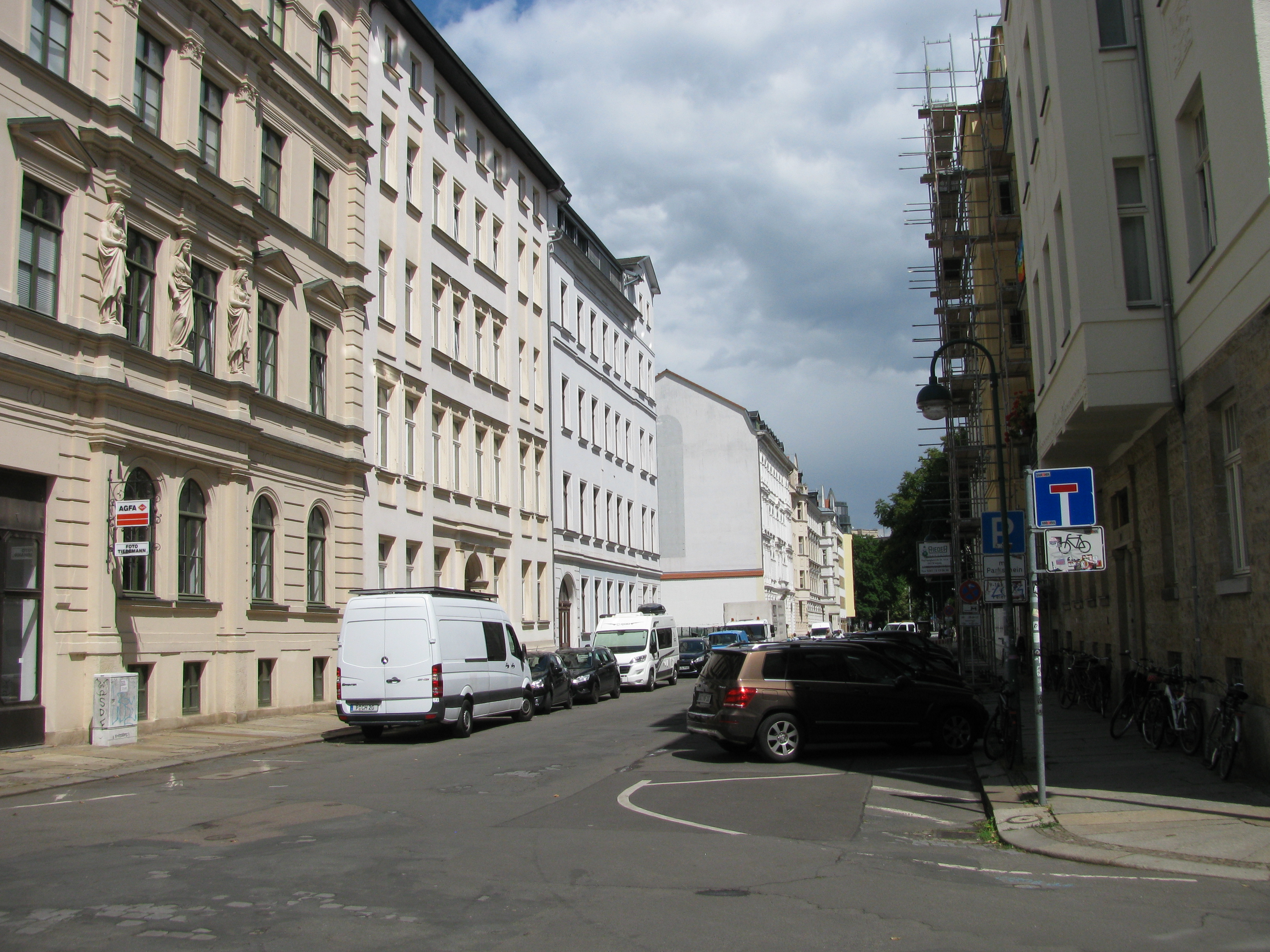
Вид на Лессингштрассе в Лейпциге

Писательские амбиции существовали у Элизабет Акнер с юности, однако, по её воспоминаниям, поэтические произведения и повесть «Якоб Рейзигер» никогда не были доведены до конца. В своей публичной лекции 1958 года она сообщила, что в её положении матери пяти детей на литературу не оставалось ни времени, ни физических сил. Стихотворчеством оказывалось возможным заниматься лишь в моменты, «когда дети не просто легли, но и утихомирились, а мозговая работа не даёт уснуть при выключенном свете». Если получившийся текст удавалось вспомнить наутро, автор фиксировала его на бумаге. Писательство являлось полностью осознанной глубинной потребностью Элизабет. От лет, предшествующих разводу, сохранились два эссе: «Мысли о брачном законодательстве» и «Женщина в свете Евангелия», записанные карандашом на обороте документов приходской канцелярии, в частности, бланков свидетельств о рождении и смерти.
После развода Элизабет решила обосноваться в Лейпциге, имея в качестве стартового капитала семейное столовое серебро, с немалым трудом вывезенное из Румынии, которое периодически закладывала в ломбард и затем выкупала. Сначала она сняла комнату у семейства Шевалье, а в 1952 году смогла позволить себе отдельную квартиру в доме № 30 на Себастьян-Бах-штрассе. Дети — при матери их осталось трое — впервые в её взрослой жизни не доставляли хлопот, усердно учились в школе, оставляя Элизабет достаточно времени для литературной работы. В 1951 году вышли в свет (пока под фамилией Акнер) роман «Ойрол — две истории любви в древней Корее» и повесть о Хон Гиль Доне — переработка корейского оригинала. Редактором этих произведений стал Вальтер Херинг (четырнадцатью годами её старше), который сам переживал тяжёлую жизненную ситуацию, находясь в процессе чрезмерно затянувшегося развода с женой. Они с Элизабет довольно быстро сошлись, заключили помолвку и с 1952 года стали жить одним домом. С этого же времени писательница стала вести реестр переписки, сохраняя машинописные копии; в отсутствие дневников письма стали важным источником её жизнеописания, а самой писательницей они воспринимались как материал для литературной работы. Интимные переживания в отношениях с Вальтером поверялись оставшейся в Румынии матери. 8 января Элизабет откровенно писала, что, съехавшись с Вальтером, может рассчитывать, что «вторая половина моей жизни будет намного лучше первой»: литературный заработок позволил встать на ноги во всех отношениях, «Ойрол» пользовался успехом у критиков и публики. В сентябре 1952 года путём обмена удалось получить четырёхкомнатную квартиру на третьем этаже дома № 16 по Лессингштрассе, в которой Элизабет прожила до 1995 года. Той же осенью Херинг получил развод; с матерью и отчимом жил только Герман, а Вильми и Фриц гостили у отца, который был особенно привязан к младшей дочери. Однако его вторая жена ревновала к детям и постоянно закатывала скандалы. Переживания побудили Элизабет выйти из официальной церкви; с Вальтером они заключили гражданский брак, а в квартире у каждого была отдельная спальня. Помимо литературы, чтобы иметь стабильный, хотя и небольшой, заработок, Элизабет устроилась в Дом пионеров на Лессингштрассе, где вела курсы рукоделия, с 1953 года под её началом были две группы, в которых она проводила по три урока в день. В последующие годы число групп возросло до пяти (три полных рабочих дня), что при сдельной зарплате составляло примерно половину бюджета писательницы. Чтобы не подвергнуться уплотнению, на Лессингштрассе прописали младшую дочь Вильми; там же поселилась её семья, когда она вышла замуж. Когда в феврале 1954 года заболела домработница, Элизабет раздражённо писала, что, занимаясь хозяйственными делами, не может избавиться от назойливых подсчётов, сколько именно теряет денег. В тот период она заключила договор на сборник румынских сказок в немецком переводе: она ещё не забыла язык. Некоторую помощь оказывала и сестра Герда, жившая тогда на малой родине.
Элизабет Херинг в 1952—1953 годы занималась поиском постоянного места в литературном мире. В связи с отзывом лицензии у издательства, опубликовавшего её первые книги, Управление литературы и издательского дела правительства ГДР подтвердило, что авторские права находятся всецело у автора, и рекомендовало фрау Херинг вступить в Ассоциацию немецких писателей. Одновременно переработка «Повести о Хон Гиль Доне» была отвергнута на конкурсе детско-юношеской литературы как «недостаточно демократическая», но тут же рекомендована на следующий конкурс. Не удалось договориться и о переработке «Ойрола» для радио. Неудачей окончилось обращение в берлинское издательство «Union Verlag» в 1954 году, но в последующие десятилетия (с 1961 по 1977 год) эта фирма выпустила пять исторических романов Элизабет Херинг, что произошло благодаря знакомству с главным редактором Йоханнесом Бобровски в 1959 году.
В 1955 году Элизабет впервые за много лет смогла посетить малую родину. В её жизни многое было вынесено из Трансильвании, включая акцент (который казался в Лейпциге и Берлине «неграмотным»). Получение визы в Румынию для Вальтера и Вильми затянулось, престарелая мать прислала в марте список заказов. Элизабет хотела познакомить своего мужа с роднёй, а 10-летнюю Вильми поселить в семью Вильгельма Шунна и его жены Кэти. Поездка прошла успешно, на обратном пути семья посетила Будапешт, и разыскала там вдову Ганса Лейхта — Катарину. Возможность вернуться в Румынию Элизабет не рассматривала даже после выхода на пенсию, ибо все её семейные связи и деловые контакты, а также читательская аудитория были связаны с ГДР. Мать смогла навестить Лизхен в Лейпциге в 1957 году; она категорически отказалась остаться у дочери и умерла в следующем году в Сигишоаре. Младшая сестра Ирмгард впервые посетила Лейпциг только в 1963 году, и вместе со своей семьёй репатриировалась в 1977 году в Ингольштадт (в ФРГ), где была большая община трансильванских саксов. Элизабет к тому времени владела автомобилем «Трабант», хотя так и не выучилась вождению, и семейные связи не прерывались.
В период 1955—1961 годов Элизабет Херинг работала заседателем в Народном окружном суде Лейпцига. Судя по сохранившимся благодарностям, она весьма добросовестно подходила к своим обязанностям и даже была избрана для подготовки вновь набранных народных заседателей. В архиве писательницы сохранилась недатированная рукопись «Заседатель и гражданский суд», в которой она призывает народных заседателей ответственнее подходить к гражданским процессам, считавшимся обычно «скучными». Между тем, именно в этих делах проявлялось всё многообразие юридической практики. В статье также говорится о понятии справедливости и необходимости, «чтобы обе стороны — в том числе и проигравшая — были убеждены в правильности принятого решения. Потому что каждое справедливое, убедительное решение укрепляет доверие к нашему государству, так же как каждое неудовлетворительное решение подрывает это доверие».

### «Общество друзей» и Министерство общественной безопасности ГДР
В 1961 году на заработанные гонорары Элизабет Херинг купила заброшенную ферму по разведению бобров в Альтенхайне: деревенский дом без водопровода и газификации с удобствами во дворе, зато с отличным местом для купания в заброшенном карьере. Дом, предназначенный для множества сезонных работников, был просторен, позволяя разместить жён и детей Германа и Фрица и двух детей Вильми, которые проживали недалеко от матери. Рихард, добившийся высоких партийных постов, обитал в Нойбранденбурге.
По соседству с Лессингштрассе располагалась община квакеров («Общество друзей» — часть Deutsche Jahresversammlung). Религиозное собрание Элизабет посетила впервые в марте 1953 года, а далее побывала на квакерской конференции в Дрездене, которую посетила вместе с Вальтером. Его родители и он сам являлись последователями антропософии Штейнера. В квакерском учении Элизабет более всего увлекло безмолвное созерцание, во время которого она даже испытала видение: ей явился свет, сказавший «Мир вам!». Писательница обладала сильной социальной ответственностью, поэтому долгие годы представляла свою общину на Берлинской Христианской конференции за мир. В 1970-е годы появилась возможность выезжать по церковным делам в Великобританию, а на пенсии Э. Херинг активно занималась строительством библиотеки Дома квакеров в Бад-Пирмонте, так как она получила право выезда в ФРГ. В 1975 году Элизабет Херинг на следующие пять лет заняла должность клерка квакерской конференции Германии, сменив на этом посту Хельгу Брюкнер. Квакерство Херинг отразилось в романе 1978 года «Свортмур-холл, или Встреча с Маргарет Фелл, которая начала свой необыкновенный жизненный путь в 1614 году под именем Маргарет Аскью, окончив его в 1702 году как Маргарет Фокс» (Swarthmoor Hall, Begegnung mit Margaret Fell, die 1614 als Margaret Askew ihren außergewöhnlichen Lebensweg begann, den sie 1702 als Margaret Fox beendete). Издательство отвергло рукопись из-за того, что там «мало истории и много религии»; роман увидел свет в 2017 году на средства квакерской конференции в Бад-Пирмонте, а затем и в электронном виде.
Квакеры находились под надзором Штази; судя по рассекреченным документам, между сентябрём 1964 — мартом 1965 года в отношении Элизабет Херинг негласно проводилась проверка с участием осведомителей. Прошёл обыск в загородном доме в Альтенхайне под предлогом поисков неразорвавшейся авиабомбы времён войны. Никаких оснований для возбуждения уголовного дела не было найдено и слежка прекратилась. Ранее, в 1961 году, она лишилась места народного заседателя в суде из-за доноса коллеги, которая сообщала, что г-жа Херинг «состоит в религиозной секте», а также осуждает политику Н. С. Хрущёва. Копия доноса сохранилась в архиве писательницы.

### Семидесятые — восьмидесятые годы
В 1972 году скончался Вальтер Херинг.
В апреле 1974 года решением Политбюро ЦК СЕПГ и Совета Министров ГДР была проведена ревизия материального положения заслуженных писателей пенсионного возраста. Элизабет Херинг в соответствии с законами ГДР вышла на пенсию в 1969 году, получая 210 марок в месяц. Руководство лейпцигского отделения Ассоциации писателей ГДР (как она стала именоваться) определило, что творческая активность Э. Херинг заслуживает поощрения. Судя по налоговым квитанциям, её литературные гонорары за 1973 год составили 2433 марки. С 1 сентября 1974 года писательнице начислялась персональная пенсия в 400 марок в месяц. Кроме того, при помощи Ассоциации в 1983 году Элизабет добилась выделения квартиры своей сестре Герде и её семье в том же самом доме, где обитала сама. 70-летие фрау Херинг отмечалось на государственном уровне, она получила поздравления от руководства Министерства культуры, Лейпцигского облсовета и лично председателя Христианско-демократического союза ГДР.
Элизабет Херинг имела почитателей в СССР, где издательство «Наука» выпустило в свет оба её «египетских» романа «Служанка фараонов» (1968) и «Ваятель фараона» (1971). Так как Советский Союз, как и США, не присоединился ко Всемирной конвенции об авторском праве, в качестве гонорара немецкой писательнице предоставили право отдыхать в домах творчества Союза советских писателей и устраивать «турне» встреч с читателями. Первое путешествие по СССР Элизабет совершила вместе с дочерью Вильми в 1970 году, посетив Москву, Киев, Тбилиси, и отдыхала в Гаграх. В 1973 году Херинг вместе с подругой из квакеров Хельгой Брюкнер побывала в местах действия её романа «Тень бога на земле» — в Бухаре и Самарканде; а в 1976 году принимала участие в писательском семинаре в Москве. Последний раз она отдыхала в Пицунде в 1977 году. В 1970-е годы она также несколько раз посещала Великобританию и ФРГ, преимущественно по делам квакерской организации.
Во время четырёхнедельного пребывания в СССР в 1976 году Э. Херинг познакомилась с советскими немецкими писателями и представителями землячеств Москвы, Павлодара и Алма-Аты, куда совершила поездку. Также её любезно приняли в редакции журнала «Новая жизнь», посвящённого советским немцам. Там же началась многолетняя дружба с Нелли Вакер и семейством Варкентин, которым она посылала книги и грампластинки; в 1981 году она помогла Варкентинам официально получить документы и репатриироваться в ГДР, что по тем временам было необычно. В одном из писем, адресованных Нелли Вакер, она сообщала, что после выхода на пенсию получила право выезда в ФРГ, несколько раз побывала в Штутгарте, но поняла, что «не сможет пустить корней» в Западной Германии, и выражала удовольствие, что обосновалась в Лейпциге.
Ещё в конце 1980-х годов Э. Херинг активно участвовала в социальной жизни Ассоциации писателей, добилась получения книжных новинок из СССР по почте, и отслеживала переводы и издания немецкой литературы на Востоке. В 1990 году после объединения Германии члены Ассоциации писателей ГДР получили право вступления в аналогичную структуру ФРГ. Сохранилась её анкета, из которой следовало, что литературных гонораров к тому времени не было и не ожидалось в будущем, а единственным доходом писательницы являлась персональная пенсия в 762 марки с добавкой 100 марок из Фонда культуры. Членство было утверждено с выплатой ежемесячного взноса в 10 марок, однако как пенсионерка с 1992 года Э. Херинг платила только полторы марки в месяц. Это решение было проведено профсоюзом медийных работников в Штутгарте.

### Кончина. Наследие
В 1996 году 86-летняя Элизабет Херинг из-за невозможности обслуживать себя удалилась в лейпцигский дом престарелых. По свидетельству биографа — Улы Шефер — персонал изумлялся, что её дети никогда не оставляли мать одну, организовав постоянное дежурство. В последние два года писательница не вставала с постели, сильно ухудшились зрение и слух; скончалась она 15 июля 1999 года. По желанию старшей дочери, Э. Херинг похоронили в Радефельде близ Шкойдица, проповедь 20 июля произнёс её старый друг-квакер Генрих Брюкнер. Архив писательницы находится в Городской библиотеке Лейпцига. Благодаря хлопотам племянницы Э. Херинг — актрисы Карин Декер-Тат — столетие писательницы в 2009 году отмечалось чтением её произведений в Лейпцигской библиотеке, там же с января по март прошла мемориальная выставка. В библиотеке содержатся все произведения Э. Херинг, но они не выставлены в открытом фонде и предоставляются по запросу. В 2014 году прошла выставка к 15-летию со дня кончины Элизабет Херинг, организованная её родственниками. К 110-летию со дня рождения и 20-летию кончины писательницы, в 2019 году Ула Шефер по материалам литературного и личного архива Э. Херинг выпустила её объёмную биографию, в которой рассмотрела методы её работы, а особое внимание уделила подробностям семейной жизни и окружению в разные годы жизни.

## Творчество

### Общие сведения
Между 1955—1992 годами Элизабет Херинг выпустила 24 книги, из которых одиннадцать относились к жанру культурно-исторического романа (kulturhistorischer Roman). В её творческом наследии есть две детские книги, научно-популярная работа об истории развития письма и дешифровке различных систем письменности, которая за короткий срок выдержала два издания, а также обработка немецких сказок, легенд, «Махабхараты» и скандинавских саг. Египтолог Н. С. Петровский помещал творчество Э. Херинг в контекст немецкой историко-художественной литературы — традиции, развитие которой связано с именем Г. Эберса.
Согласно мнению своих детей — Рихарда Акнера и Вильми Гербер, — Э. Херинг обратилась к историческому жанру из-за стремления сохранить базовые человеческие ценности, истоки которых можно отыскать лишь в прошлом. Первый её исторический роман 1956 года «Сага о Южном море» посвящён острову Пасхи (и удостоился награды за лучшее произведение для детей и юношества от Министерства культуры ГДР); два романа — «Служанка фараона» (1959) и «Ваятель фараона» (1968) — посвящались эпохе Нового царства Древнего Египта. Героями последующих книг были Ян Гус, Гуго Гроций, Улугбек. Творчество писательницы пользовалось успехом в Восточной Германии, романы официально печатались и в ФРГ, некоторые произведения выходили в переводах на русский, венгерский, румынский, эстонский, словацкий, итальянский языки. Чаще всего Э. Херинг печатали в «Union Verlag Berlin» и «Boje Verlag Stuttgart», хотя в условиях плановой экономики и дефицита бумаги тиражи бывали ограниченными.
В интервью 1979 года Элизабет Херинг утверждала, что одной из основных тем в её творчестве являлось злоупотребление властью. Особенно ярко это проявилось в романе «Обвиняемая Аспасия», в котором писательница хотела показать агональный характер западноевропейской цивилизации, начиная от её колыбели — Древней Греции. Перикл стремился к гегемонии Афин, одновременно с ним того же желали правители Спарты. «Агональное мышление» диалектически имело две формы выражения: мирное — на Олимпийских играх, и кровавое — в войнах полисов. И там, и там молодое поколение воспитывалось под девизом «всегда быть первым и стремиться быть впереди других». Две мировые войны показали, что от этого мышления и целеполагания следует как можно скорее избавляться. 

### Первые шаги в литературе. Членство в Ассоциации писателей ГДР
Первым полностью законченным произведением Элизабет Херинг стал цикл из тридцати стихотворений, посвящённых возлюбленной Фридриха Хеббеля — Элизе Ленсинг. Когда во время встреч с читателями Э. Херинг спрашивали об истоках её литературной работы, целевой аудитории, она обычно отвечала, что, достигнув сорокалетия, должна была окончательно определиться, сможет ли получить результат в литературной работе или более не смеет тратить на это время и силы. Согласно её мнению, писать можно только для себя, как для «успокоения сердца», так «прояснения собственных мыслей»; при этом истинная писательская работа далека от самоудовлетворения. Поэтический цикл и три новеллы привлекли редактора издательства «Rupert-Verlag» Фрица Шульце, который сообщил Элизабет, что из-за дефицита бумаги печатание поэзии и рассказов невыгодно, и заказал начинающей писательнице роман. Поскольку ей нужно было зарабатывать, Элизабет порекомендовали в издательство детско-юношеской литературы Эрнста Вундерлиха. Частные издательства в ГДР работали в довоенном режиме (с поправкой на дефицит и фонды, распределяемые по плану) до 1953 года. Тематика определилась сразу: шла Корейская война и Элизабет предложила опубликовать сборник корейских сказок, жанра, популярного у детей и взрослых. Жанр сказки нравился Э. Херинг с детства: в библиотеке её отца имелся полный комплект 40-томной антологии Märchen der Weltliteratur («Сказки мировой литературы», 1912—1940). Довольно рано она самостоятельно определила круг базовых сюжетов, которые повторялись в любых мировых литературах. Источник для переработки нашёлся в библиотеке Лейпцигского университета — сборник корейских сюжетов, записанных немецким консулом Арнусом. Элизабет писала в автобиографии, что во время работы с ним испытала шок, так как корейские сказки сильно отличались даже от арабских и индийских. «Где похищенные принцессы, заколдованные принцы, ведьмы, тролли и эльфы, знакомые каждому ребёнку? Ничего подобного! Даже зло здесь олицетворял не дьявол, а продажный чиновник!». Сборник сказок, наполненных социальной критикой, соответствовал политическому моменту, был включён в издательский план, но не снял обязательств перед Ф. Шульце. В сборнике Арнуса нашлись два подходящих сюжета для переработки в повесть, которая и была принята «Rupert-Verlag» под названием «Ойрол». Как и сборник корейских сказок, вышедший в том же 1951 году, это были первые и последние произведения, изданные Элизабет под фамилией «Акнер». В их создании живое участие принял штатный редактор издательства «Rupert-Verlag» Вальтер Херинг, первое письмо к которому (ещё деловое) относится к 24 августа 1951 года. В том же году Элизабет стала членом Ассоциации немецких писателей в Альтенбурге.
Через два года Э. Херинг была исключена из Ассоциации под предлогом низкой публикационной активности; в 1953 году она подала новую заявку на вступление в ряды Ассоциации немецких писателей, и получила ответ, что имеет смысл ходатайствовать о рассмотрении на бюро молодых писателей. В 1960 году она подала новую заявку, имея к тому времени 10 опубликованных книг, и ещё две книги находились в процессе подготовки к печати. Был получен формальный ответ, что лучше подождать до окончания V съезда писателей ГДР (проходившего 25—27 мая 1961 года). В октябре 1961 года Элизабет вновь обратилась в Ассоциацию, где получила неофициальные сведения, что её приём нежелателен. 14 ноября 1962 года совет писателей Лейпцига извещал центральный аппарат Ассоциации немецких писателей, что по Э. Херинг принято положительное решение, и прилагались рекомендации от Георга Маурера и Ханны Клозе-Грегер. Поскольку самой соискательнице это не было известно, 19 декабря она вновь попросила рассмотреть её заявку в срочном порядке, ибо два года эта процедура откладывалась. Лишь 11 марта 1963 года писательница получила уведомление о приёме её в ряды Ассоциации писателей с вручением членской книжки. Впоследствии членскую книжку пришлось переоформлять в 1975 и 1986 годах, так как этот документ предоставлял множество привилегий, в том числе возможности работать с фондами иностранных библиотек. Членство в Ассоциации позволило провести в квартиру на Лессингштрассе телефон.

### Писательский метод

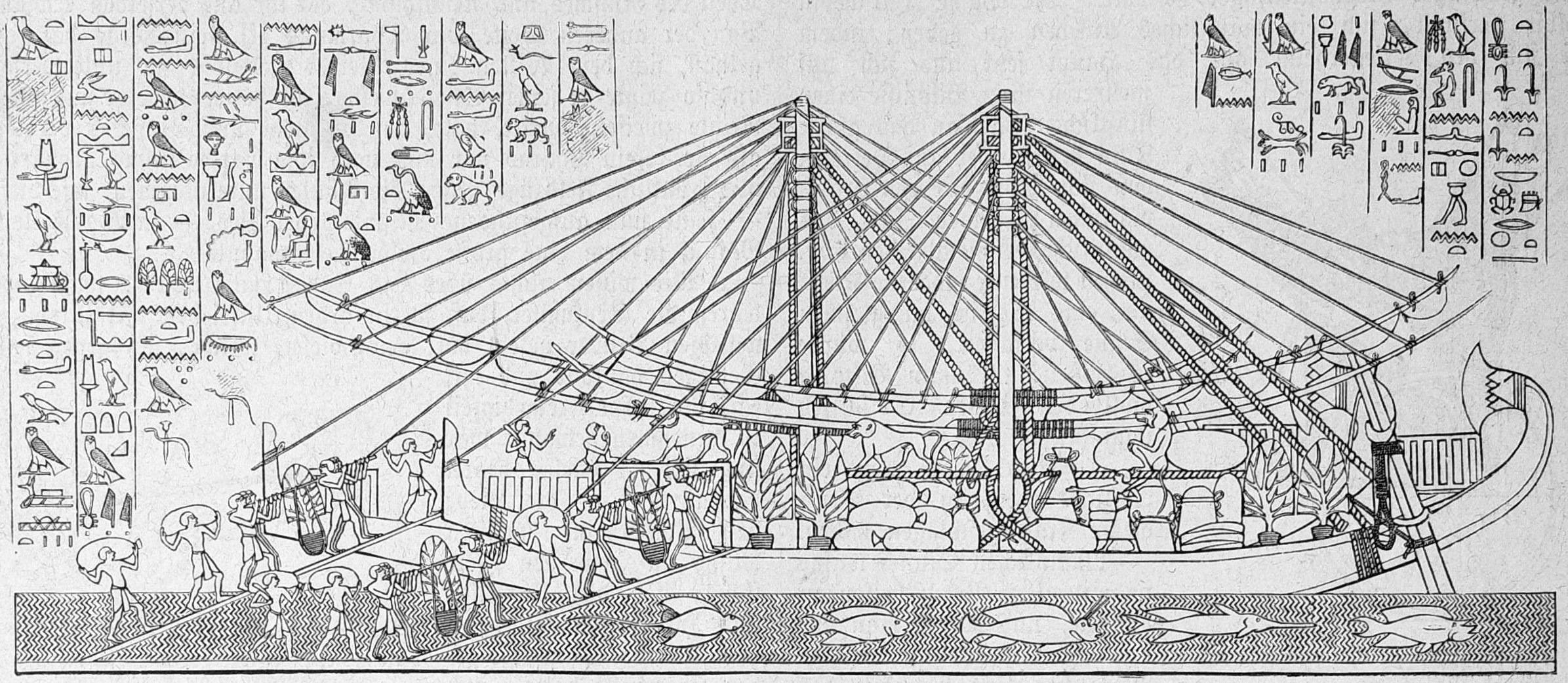
Погрузка сокровищ страны Пунт на корабли Хатшепсут. Прорисовка рельефа из заупокойного храма в Дейр-эль-Бахри в лейпцигском журнале 1886 года

Творческая манера Э. Херинг формировалась в 1950-е годы. Работая преимущественно в историческом жанре, она тщательно сверялась с источниками и справочниками (в её биографии приведён список энциклопедий из личной библиотеки писательницы). На первых порах текст записывался в тетради формата А5; читать и писать ей было удобнее всего в лежачем положении. Даже в пожилом возрасте Элизабет сохранила «школьный» крупный почерк, по свидетельству биографа У. Шефер — чрезвычайно разборчивый, что облегчало работу машинисток издательства или последующих исследователей. Со временем рукописи стали исключительно машинописными. Херинг, как и многие другие писатели, предпочитала переносить текст на бумагу набело, мало что исправляя и перечитывая. В интервью 1982 года писательница сообщала, что разработала определённую формулу и методику письма. Заинтересовавшись некоей темой, она начинала с чтения энциклопедий и просмотра в библиотеке трудов, упомянутых в библиографии, а далее «один источник всегда ведёт к другому». В рабочем кабинете Элизабет была собрана коллекция немецких энциклопедий XIX—XX веков, включая большие энциклопедические словари Мейера и Брокгауза (купленный только после 1990 года), а также восьми- и восемнадцатитомные ГДР-овские издания словаря Мейера (так называемый «DDR-Lexikon»). Объём выписок для работы всегда превышал число страниц окончательной рукописи книги. Далее писательница набрасывала таймлайн (Zeittafel) — таблицу, облегчающую работу по увязыванию эпизодов, позволяющую максимально избегать анахронизмов и нестыковок. Лишь после подготовительной работы начиналось написание текста: Элизабет Херинг стремилась действовать в рамках возможного, то есть сведений, известных из источников, избегая «приписывания» чего-либо историческим персонам, насколько это вообще возможно в беллетристике. Таким образом, исторические персонажи всегда являются второстепенными, а главный герой, от лица которого ведётся повествование — всегда вымышленный. Такова уроженка страны Пунт в «Служанке фараонов» и скульптор Тутмес в «Ваятеле фараона» (от которого в истории осталось только имя). Некоего жанрового шаблона при этом не существовало, так как всё зависело от корпуса первоисточников; однако для поэтики Херинг характерно использование флешбэков, поданных от первого лица. Вершиной своего творчества сама Э. Херинг называла «Служанку фараонов»; всё основное действие этого романа подано как воспоминания главной героини, поведанные сыну на закате её жизни в течение одной ночи. Действие разворачивается во дворце женщины-фараона Хатшепсут, но изложение от лица служанки-нубийки оказалось удобнее, так как исторические источники умалчивали о многих деталях повседневности, способах выражения чувств, и многого иного. Однако сюжет структурирован содержанием рельефов погребального храма в Дейр-эль-Бахри.
Элизабет Херинг считала оптимальным сроком для написания романа один год, и в первое десятилетие ей обычно удавалось выдерживать этот темп. Даже 500-страничный роман «Диакон из Монштаба» был написан за год. Существовали определённые психологические установки, о которых она поведала в 1982 году. Элизабет утверждала, что образы в её сознании выстраивались постепенно, но после того, как материал полностью собран и оформился, «фигуры [становятся] всё отчётливее, голоса звучат громче и громче». В таком состоянии всякие внешние отвлекающие факторы причиняли писательнице почти физический дискомфорт. Поэтому на завершающей стадии Херинг писала всегда набело, стремясь максимально быстро «освободиться» от созревшего замысла; если работа была прервана, возобновить её становилось нелегко.

### Историчность прозы Э. Херинг
В Советском Союзе оба романа Э. Херинг на древнеегипетскую тему были опубликованы издательством «Наука» в серии «По следам исчезнувших культур Востока» с научным комментарием Н. Петровского. Профессиональный египтолог отмечал, что писательница задействовала значительный материал древнеегипетских источников, в частности, используя имена действующих лиц. Не имея высшего образования, Э. Херинг была осведомлена в вопросах исторической географии Египта и материальной стороны древней цивилизации, известной из археологических раскопок. В романе «Служанка фараонов» главная героиня оказывается в эпицентре событий, участниками которых явились Хатшепсут, узурпировавшая власть, её временщик Сенмут и Тутмос III, законный царь, оттеснённый на задний план Хатшепсут. В финале писательница предложила свою версию судьбы Сенмута: по сюжету он был казнён с согласия царицы за покушение на жизнь Тутмоса. Такая версия не следует из имеющихся исторических источников. В соответствии с тенденциями советской историографии, Н. С. Петровский укоряет автора, что она не связывает политическую борьбу при дворе Египта с социальными тенденциями эпохи: борьбы крупных магнатов с представителями средних слоёв — «мелких или потенциальных рабовладельцев».
Солнцепоклоннический переворот фараона Эхнатона Э. Херинг показала «тепло и живо». Однако её волей молодой фараон получил престол ещё при жизни отца Аменхотепа III, хотя имеются твёрдые указания на то, что это событие произошло после смерти последнего. Имя царевича — Ваэнра — на самом деле эпитет, часть тронного имени, которое присваивалось только после коронации. Писательница проводит мысль, что культ Атона являлся плодом собственного воображения Аменхотепа IV — Эхнатона, игнорируя политическую подоплёку и факт, что культ данного божества существовал намного ранее.

Можно отметить и модернизированное представление автора о «правде» Эхнатона в нашем, современном понимании этого слова. Это приводит к тому, что Эхнатон предстаёт не только в глазах героя книги, но и в глазах читателя как борец за некую справедливость, чего на самом деле не было. Такие примеры можно умножить. Но, памятуя о том, что беллетристическое произведение даже на конкретную историческую тему не является учебником по истории, мы не будем перечислять недочёты в целом интересных и увлекательных романов.
Отрывок из романа «Ваятель фараона» использовался в пособии для учителей «История древнего мира в художественно-исторических образах» (1978) для иллюстрации жизни египетских крестьян.

## Произведения
Аннотированный список произведений Элизабет Херинг составлен в 1989 году Петером Накофом в честь её 80-летнего юбилея, проводимого Лейпцигской городской библиотекой. Пересмотрен и дополнен биографом Улой Шефер. Библиография, включающая публикации в квакерских периодических изданиях, составлена Клаусом Бернетом для «Биобиблиографического церковного словаря»
- «Ойрол» (Der Oirol: Zwei Liebesgeschichten aus dem alten Korea, 1951) — две истории любви в древней Корее. Первая из двух книг, изданных под именем Э. Акнер издательством «Rupert-Verlag». История о Ли Чжэ (Li Tseh: Eine Liebesgeschichte aus dem alten Korea) — один из сюжетов «Ойрола» — отдельно выходила в 1955 году в издательстве «Insel Verlag[нем.]»[70].
- «Хон Гиль Дон» (Hong Kil Tong und andere Märchen (aus Korea), 1952) — переработка народного корейского романа. Вторая книга, вышедшая под фамилией Э. Акнер, опубликована молодёжным издательством «Эрнст Вундерлих» в Лейпциге[68].
- «Три спасателя» (Drei Lebensretter: Eine Erzählung aus den Tagen Behrings, 1955). В ФРГ выходила как «Храброе сердце» (Ein tapferes Herz). Повесть, основанная на детских воспоминаниях о врачебной работе деда Йозефа Бакона[71].
- «Румынские сказки» (Märchen aus Rumänien, 1956, в соавторстве с Вальтером Херингом); впоследствии переиздавались под названием «Золотое грушевое дерево» (Der goldene Birnbaum und andere Märchen aus Rumänien)[71].
- «Сага о Южном море» (Südseesaga, 1956) — роман об острове Пасхи, удостоенный премии Министерства культуры ГДР[71].
- «Это написал Ной?» (Schrieb Noah schon?) — научно-популярная книга по истории письменности. Выпущена в 1956 году в соавторстве с Вальтером Херингом. Переиздана в 1962 году под названием «Загадки Священного писания» (Rätsel der Schrift); переводилась на венгерский и румынский языки. Издание 1962 года вызвало рецензию в газете «Neues Deutschland», официозе ЦК СЕПГ, в которой книга была названа «ценной», хотя и выражалось пожелание, чтобы автор связала развитие письменности с социальным развитием человечества[72].
- «Служанка фараонов» (Die Magd der Pharaonen, 1958), роман из жизни Древнего Египта. Опубликован издательством «Prisma-Verlag[нем.]» (национализированным «Эрнст Вундерлих») и «Boje-Verlag» (Штутгарт, ФРГ), переведён на русский[73], словацкий и эстонский языки[74]. Главная героиня — девочка из страны Пунт, которая благодаря своей ручной обезьянке обратила на себя внимание придворного жреца и стала служанкой царицы Хатшепсут и её дочерей. После смерти царицы и государственного переворота она понесла от нового фараона Тутмоса, но бежала из дворца, пояснив на закате жизни своему сыну, что хотела тогда, чтобы он остался человеком.
- «Савитри» (Savitri: Zwei indische Liebesgeschichten nach dem Mahabharata, 1959) — любовная повесть из жизни Древней Индии, на основе сюжета «Махабхараты»[74].
- «Саги Дуная и Рейна» (Sagen von Donau und Rhein, 1959), издательство «Altberliner Verlag[нем.]» с иллюстрациями Курта Эйхлера[74].
- «Сказки и саги Северного моря» (Sagen und Märchen von der Nordsee, 1961, изданы «Altberliner Verlag»)[75].
- «Диакон из Монштаба» (Der Diakon von Monstab, 1961, в соавторстве с Вальтером Херингом) — исторический роман, действие которого разворачивается накануне Тридцатилетней войны. Опубликован берлинским издательством «Union Verlag». Главный герой — сын бондаря Иоханнес Крузиус из Саксонии, борется за единство Священной Римской империи и преодоление лютеранско-католического раскола. Роман получил положительные отзывы за «умеренно-протестантский взгляд» и ненавязчивое описание жизни персонажей, относящихся к разным социальным слоям[75].
- «Ваятель фараона» (Der Bildhauer des Pharao, 1963) — второй роман на сюжет из Древнего Египта, опубликован «Prisma Verlag» и в Штутгарте издательством «Boje». Переводился на русский[76] и итальянский языки. Фокусом сюжета является вымышленная биография скульптора Тутмеса, который прошёл долгий путь из крестьянской хижины на берегу Нила через гончарню и каменоломню к мастерской придворного скульптора. Его судьба связана с новой столицей — Ахетатоном — и жизнью Эхнатона и Нефертити. Критики отмечали, что автор создала увлекательное, яркое и исторически достоверное повествование, в котором борьба Тутмеса за новаторство в искусстве следует за религиозной революцией фараона-еретика[77].
- Повесть «Жена узника» (Die Frau des Gefangenen: Eine Erzählung um Hugo Grotius, 1963), выпущенная «Union Verlag», была посвящена жене Гуго Гроция, которая все силы бросила на его освобождение из крепости Левенштейн, и добилась успеха[78].
- «Сотворил по образу» (Ihm zum Bilde, 1965) — исторический роман, действие которого отнесено к XIV веку. В центре повествования — строительство Эрфуртского собора и судьба монастырского послушника Зебальда, который, пройдя через немалые страдания, сделался выдающимся мастером витражей. Критиков привлекала «простота и ясность» изображения церковного раскола эпохи Позднего Средневековья: «когда совершаются бесчисленные преступления во имя Божье, находится человек, который осмеливается поступать по своей совести во имя христианского милосердия»[79].
- «Обвиняемая Аспасия» (Angeklagt ist Aspasia, 1967) — исторический роман, действие которого происходит в Афинах во главе с Периклом. Его политические противники устраивают публичное обвинение возлюбленной политика — Аспасии, — чтобы свергнуть политическую власть и развязать войну со Спартой[80].
- «Облака над Веной» (Wolken über Wien, 1970) — единственный роман Э. Херинг, имеющий автобиографический подтекст. Главная героиня — Агнес Тисс — после ссоры с матерью начинает самостоятельную жизнь и становится студенткой-этнографом. Женщине трудно сделать карьеру в науке, она ссорится со своим возлюбленным Феликсом. К власти в Германии приходят нацисты, приходится бежать и Агнес. Лишь в эмиграции она снова воссоединяется с Феликсом. Высокую оценку роману дал литературовед Клаус Вернер[нем.][81].
- «У ног его Кордова» (Zu seinen Füßen Cordoba, 1973) — культурно-исторический роман, выпущенный «Prisma Verlag». Действие разворачивается в IX веке в аль-Андалусе и строится вокруг великого визиря Аль-Мансура. Министерство культуры федеральной земли Бавария в 1975 году включило этот роман в рекомендательный список чтения для средних школ. По словам У. Шефер, это — редкое свидетельство, насколько серьёзно творчество Э. Херинг воспринималось в разделённой Германии[82].
- Три тома «Драгоценностей немецкой сокровищницы сказок» (Kostbarkeiten aus dem deutschen Märchenschatz, 1975), выпущенные «Altberliner Verlag Lucie Groszer». Элизабет Херинг подвергла каждую сказку ревизии, восполнила сюжетные пробелы и убрала нелогичности. Один из рецензентов отмечал, что писательница «воздала должное ребячливости потенциальных читателей, их потребности в назидании и развлечении»[83].
- «Тень бога на земле» (Schatten Gottes auf Erden, 1977, издательство «Union Verlag Berlin»). Эпический исторический роман, повествование которого охватывает огромный географический ареал: от Швейцарии, Италии, Венгрии, до Грузии и державы Тимура с её столицей Самаркандом. Основное действие разворачивается в первой половине XV века. Главный герой, от лица которого ведётся повествование, — сын венгерского дворянина и грузинки. Роман отрецензирован в официозе «Neues Deutschland» (28 января 1978, страница 14). Критик Хельмут Волле отмечал, что культурно-исторические романы Э. Херинг «открыли читателям понимание всемирно-исторических связей». Главный герой, по имени Дьёрдь, выросший при дворе Тимура и сумевший вернуться на родину, не стал «своим» в нетерпимой к инаковости среде европейского духовенства, стал свидетелем гибели Яна Гуса, и вернулся в Самарканд. Ему удалось устроиться при обсерватории Улугбека, но убийство религиозными фанатиками его покровителя обрекает Дьёрдя на дальнейшие скитания. Историчность повествования углубляют 12 цветных репродукций среднеазиатских миниатюр. Х. Волле задавался также вопросом, имеет ли право писательница повествовать от лица мужчины, создавая себе и читателям дополнительный барьер, кроме отдалённости воспроизводимой эпохи[84].
- «Индюк в ярме» (Die Puten im Joch: rumän. Schwänke, Legenden, Märchen, 1980) — сборник румынских юмористических шванков, сказок и легенд, выпущенный издательством «Gustav Kiepenheuer Verlag»[85].
- «Лабиринт жизни» (Irrgarten des Lebens, 1984) — последний исторический роман Элизабет Херинг, опубликованный «Prisma Verlag». Главный герой — каменщик Лоренц из Трансильвании, оказывается спасителем малолетней дочери короля Андраша, убитого по сюжету в Неаполе в 1345 году. Он воспитывает её как родную, поселяется в Буде и становится помощником великого архитектора Яноша[86].
- «Король Матьяш и ратотер» (König Mátyás und die Rátóte, Ungarische Schildbürgerstreiche und Anekdoten, 1988) — сборник венгерских юмористических легенд, аналогичных немецким шильдбюргерским[нем.][86].
- «Затонувший мир» (Versunkene Welt — Biographische Erinnerungen an die Kindheit, 1992) — мемуары о трансильванских годах Элизабет Херинг, написанные по просьбе родных и опубликованные за собственный счёт[86].
- «Книга квакеров» (Quäkerbuch, 2017) — посмертная публикация написанного в 1978 году романа «Свортмур-холл: Первые дни квакеров» (Swarthmoor Hall: Die frühen Tage der Quäker), осуществлённая на средства Религиозного общества друзей в Бад-Пирмонте[87].

После 2011 года лейпцигское издательство «Buchfunk Verlag» осуществило переиздание всех произведений Э. Херинг в электронном виде и в формате аудиокниг. Половину аудиокниг начитал зять писательницы — Вольфганг Герберг.

### Комментарии
1. ↑  Все родственники Э. Херинг проживали в ГДР: пятеро детей (все с высшим образованием, женатые) и 14 внуков. На семейной ферме летом собиралось до 25 человек (с зятьями), не считая сестры Герды, у которой было две дочери и трое внуков. В начале 1980-х годов Герда перебралась из Сибиу в Лейпциг[42].